# Toddin
Toddin település Németországban, Mecklenburg-Elő-Pomeránia tartományban. Lakosainak száma 919 fő (2023. december 31.).

## Népesség
A település népességének változása:
| Lakosok száma | 449  | 927  | 917  | 906  | 919  |
|               | 2017 | 2019 | 2021 | 2022 | 2023 |